# Outcast (2.ª temporada)
A segunda temporada de Outcast foi anunciada pelo Cinemax em 14 de março de 2016, antes mesmo da estreia da primeira temporada. Chris Black continua como showrunner e produtor executivo. A segunda temporada estreou na Fox do Reino Unido em 3 de abril de 2017.

## Elenco e personagens

### Principal
- Patrick Fugit como Kyle Barnes
- Philip Glenister como John Anderson
- Wrenn Schmidt como Megan Holter
- Reg E. Cathey como Byron Giles
- Kate Lyn Sheil como Allison Barnes
- Brent Spiner como Sidney
- Julia Crockett como Sarah Barnes
- Madeleine McGraw como Amber Barnes

### Recorrente
- C. J. Hoff como Aaron MacCready
- Melinda McGraw como Patricia MacCready
- Callie McClincy como Holly Holter
- Charmin Lee as Rose Giles
- Gabriel Bateman como Joshua Austin
- Briana Venskus como Nuñez
- Chris Greene como Oscar
- C. Thomas Howell como Simon Barnes
- Hoon Lee como Kenneth Park
- M.C. Gainey como Bob Caldwell
- Madelyn Deutch como Dakota

## Produção
A emissora Cinemax confirmou a segunda temporada de Outcast em 14 de março de 2016, antes mesmo da estreia da primeira temporada. Chris Black continua como showrunner e produtor executivo, e já temos alguns atores confirmados para o elenco. Dentre eles estão o ator Hoon Lee que interpretará Kenneth Park, e Madelyn Deutch que interpretará Dakota.
Madeleine McGraw, que interpretou Amber Barnes como uma personagem recorrente na primeira temporada, foi promovida para o elenco principal na segunda temporada.
A segunda temporada estreou na Fox do Reino Unido em 3 de abril de 2017.

## Episódios
| N.º na série | N.º na temp. | Título                                                   | Dirigido por             | Escrito por               | Exibição original         | Audiência (milhões) |
| --- | ------------ | -------------------------------------------------------- | ------------------------ | ------------------------- | ------------------------- | ------------------- |
| 11 | 1            | "Bad Penny" "(Moeda Ruim)" (BR)                          | Tricia Brock             | Chris Black               | 3 de abril de 2017 (Fox)  | 0.149               |
| Kyle e Amber decidem voltar para Rome, o que surpreende os habitantes da cidade. O Reverendo Anderson tenta confortar Patricia, sabendo que ele pode ter sido responsável pela morte do filho dela. Sidney desapareceu, e Byron, consciente do envolvimento do Reverendo, fica determinado a impedir que a polícia investigue o ataque de incêndio. Enquanto Megan começa a se recuperar lentamente, Kyle percebe que ainda não viu o último de seus demônios. Quando ele tenta confrontar Lenny Ogden, os acontecimentos trazem uma reviravolta trágica. |              |                                                          |                          |                           |                           |                     |
| 12 | 2            | "The Day After That" "(O Dia Depois Disso)" (BR)         | Loni Peristere           | Adam Targum               | 10 de abril de 2017 (Fox) | 0.091               |
| Um policial encontra o carro de Mark Holter capotado na floresta e encontra o corpo morto de Mark. Kyle descobre novos aliados de Sidney, enquanto Megan sofre com as reminiscências da possessão. Amber foge de casa. Anderson revela para Patricia que pode ter matado seu filho, o que resulta em um confronto entre os dois. Kyle tenta explicar para Megan que algo estava a controlando, e que ela não é responsável pela morte de Mark. Kyle visita sua mãe no hospital e descobre que ela está lentamente morrendo. É revelado que o Dr. Kenneth Park, o médico da mãe de Kyle, está familiarizado com Sidney, que está planejando um ritual demoníaco com um cadáver em decomposição. |              |                                                          |                          |                           |                           |                     |
| 13 | 3            | "Not My Job to Judge" "(Não é Meu Trabalho Julgar)" (BR) | Howard Deutch            | Jeff Vlaming              | 17 de abril de 2017 (Fox) | 0.081               |
| Depois de tentar se suicidar, Megan recebe ajuda de Anderson e decide voltar para sua antiga casa, mas o plano dá errado quando algumas memórias afetam ela e sua filha, Holly. Sidney começa a cuidar do filho de Patricia, Aaron, que está coberto por queimaduras de segundo grau em seu corpo, e decide ajudar Sidney em seus planos malignos. Kyle leva Amber para ver sua mãe no hospital, e a menina é perseguida por um casal estranho. Allison e Kyle discutem, e Kyle leva Amber de volta para casa. Patricia é sequestrada por alguém desconhecido, que, mais tarde, é revelado ser Bob, um amigo de Byron que está o ajudando. Megan revela para Kyle que está grávida.            |              |                                                          |                          |                           |                           |                     |
| 14 | 4            | "The One I'd Be Waiting For" "(Quem Eu Esperaria)" (BR)  | Alrick Riley             | Rebecca Sonnenshine       | 24 de abril de 2017 (Fox) | 0.049               |
| 15 | 5            | "The Common Good" "(O Bem Comum)" (BR)                   | Ti West                  | Chris Black & Adam Targum | 1 de maio de 2017 (Fox)   | 0.157               |
| 16 | 6            | "Fireflies" "(Borboletas)" (BR)                          | Fernando Coimbra         | Sarah Byrd                | 8 de maio de 2017 (Fox)   | 0.113               |
| 17 | 7            | "Alone When It Comes" "(Sozinha Quando Ele Chegar)" (BR) | Josef Wladyka            | Helen Leigh               | 15 de maio de 2017 (Fox)  | 0.117               |
| 18 | 8            | "Mercy" "(Misericórdia)" (BR)                            | Daisy von Scherler Mayer | Jeff Vlaming              | 22 de maio de 2017 (Fox)  | 0.098               |
| 19 | 9            | "This Is How It Starts" "(É Assim Que Começa)" (BR)      | Howard Deutch            | Adam Targum               | 29 de maio de 2017 (Fox)  | 0.093               |
| 20 | 10           | "To the Sea" "(Para o Mar)" (BR)                         | Loni Peristere           | Chris Black               | 5 de junho de 2017 (Fox)  | 0.108               |